# Flåklypa Grand Prix
Pour plus de détails, voir Fiche technique et Distribution.
Flåklypa Grand Prix, également connu sous le titre Grand Prix ou Grand Prix Pignon-sur-Roc en France, ou encore Le Grand Prix du siècle au Québec, est un film norvégien d'animation en volume réalisé par Ivo Caprino, sorti le 28 août 1975 en Norvège. Les personnages sont ceux, bien connus des Norvégiens, de l’auteur et illustrateur norvégien Kjell Aukrust. 

## Synopsis
Théodore Lajante est un inventeur et un réparateur de vélos qui habite sur les hauteurs de Pignon-sur-Roc, un petit village. Il vit avec l'oiseau Sonny et la taupe Ludvig, deux animaux parlants. Un jour, il apprend que Rodolphe Coupejarret, son ancien apprenti, est devenu un pilote automobile renommé. Lors d'une interview, Rodolphe présente la particularité de sa voiture dont il s'affirme l'inventeur : un super-rhéomètre à injection qui augmente la puissance du moteur.
Théodore, le véritable inventeur du dispositif, n'apprécie pas que Rodolphe s'attribue son invention. Il aimerait construire une voiture pour le défier, mais il manque d'argent. Sonny, qui a remarqué qu'un riche cheick travaillant dans le pétrole fait une halte à Pignon-sur-Roc, décide de le démarcher pour obtenir l'argent nécessaire. Impressionné par un le croquis d'un modèle de voiture, le cheik Ben-Effiss Al-Batros décide de sponsoriser Théodore, espérant des retombées publicitaires pour sa compagnie pétrolière. Le défi est lancé à Rodolphe par voie de presse.
La voiture est construite en un an. Rodolphe se rend une nuit chez Théodore pour saboter la voiture. Il se fait repérer et prend la fuite, mais il a eu le temps de scier une pièce. Un grand prix avec plusieurs participants est organisé. Bien qu'il s'est fait distancé dès le départ, Rodolphe rattrape son retard, jusqu'à atteindre la première position. Mais la pièce abîmée lâche, et Rodolphe repasse dernier. Il s'arrête au stand, où Ludvig remarque la pièce défectueuse. Théodore reprend la course, rattrape ses concurrents, et gagne la course.

## Fiche technique

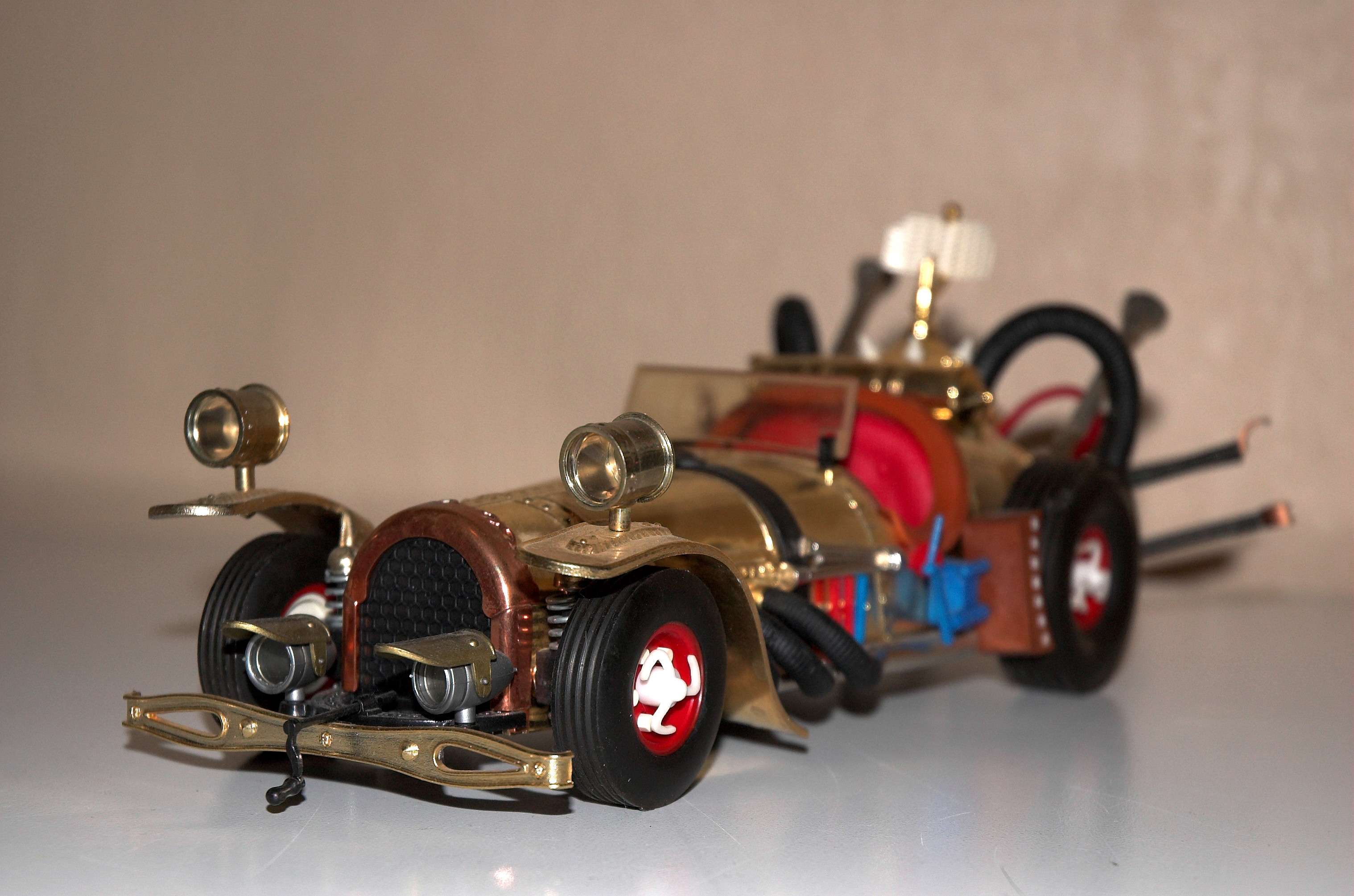
Il Tempo Gigante, la voiture du film

- Titre original : Flåklypa Grand Prix
- Titre anglophone : The Pinchcliffe Grand Prix
- Titre francophone : Grand Prix, Grand Prix Pignon-sur-Roc
- Titre québécois : Le Grand prix du siècle
- Réalisation : Ivo Caprino
- Scénario : Kjell Aukrust, Remo Caprino, Kjell Syversen, Ivo Caprino
- Musique : Bent Fabricius-Bjerre
- Montage : Ivo Caprino
- Décors : Bjarne Sandemose
- Production : Ivo Caprino
- Pays de production :  Norvège
- Format : couleur
- Genre : Animation
- Durée : 88 minutes
- Dates de sortie :
  - Norvège : 28 août 1975 ; 1er décembre 2000 (ressortie)

## Distribution des voix
- Frank Robert
- Kari Simonsen
- Toralv Maurstad
- Rolf Just Nilsen
- Harald Heide-Steen Jr.
- Helge Reiss
- Wenche Foss
- Per Theodor Haugen
- Henki Kolstad
- Leif Juster

## Tournage
Le tournage du film a nécessité trois ans et demi de travail à Ivo Caprino, accompagné ici d'une équipe de 5 personnes.

## Succès
Le film réalisé plus d'entrées en Norvège qu'il n'y a d'habitants dans le pays : 5,5 millions d'entrées dans un pays qui compte à peine 5 millions d'habitants.

## Adaptation
Flåklypa Grand Prix a été adapté en jeu vidéo en 2010 sur Nintendo DS et 2021 sur PC et Nintendo Switch.